# Campionati europei di atletica leggera 2022 - Marcia 35 km femminile
La marcia 35 km femminile dei campionati europei di atletica leggera 2022 si è svolta il 16 agosto 2022 nel percorso creato nelle strade di Monaco di Baviera, in Germania.

## Podio
| Pos.    | Atleta               | Nazionalità | Tempo    | Note                          |
| ------- | -------------------- | ----------- | -------- | ----------------------------- |
| Oro     | Antigónī Ntrismpiōtī | Grecia      | 2h47'00" |                               |
| Argento | Raquel González      | Spagna      | 2h49'10" |                               |
| Bronzo  | Viktória Madarász    | Ungheria    | 2h49'58" | Miglior prestazione personale |

## Situazione pre-gara

### Record
Prima di questa competizione, il record del mondo (RM), il record europeo (EU) e il record dei campionati (RC) erano i seguenti.
| Record                | Prestazione | Atleta             | Data                         | Competizione |
| --------------------- | ----------- | ------------------ | ---------------------------- | ------------ |
| Record mondiale       | –           | –                  | –                            | –            |
| Record europeo        | 2h39'16"    | María Pérez Spagna | 30 gennaio 2022 Lepe, Spagna |              |
| Record dei campionati | –           | –                  | –                            | –            |

### Campione in carica
La campionessa europea in carica era:
| Campione | Atleta | Prestazione | Data | Competizione |
| -------- | ------ | ----------- | ---- | ------------ |
| Europeo  | –      | –           | –    | –            |

### La stagione
Prima di questa gara, le atlete europee con le migliori tre prestazioni dell'anno erano:
| Pos. | Atleta                      | Prestazione | Data                                         |
| ---- | --------------------------- | ----------- | -------------------------------------------- |
| 1    | María Pérez Spagna          | 2h39'16"    | 30 gennaio 2022 Lepe, Spagna                 |
| 2    | Katarzyna Zdziebło Polonia  | 2h40'03"    | 22 luglio 2022 Eugene, Stati Uniti d'America |
| 3    | Antigónī Ntrismpiōtī Grecia | 2h41'58"    | 22 luglio 2022 Eugene, Stati Uniti d'America |

## Risultati

### Finale
La finale si è disputata alle ore 8:30 del 16 agosto:
| Pos.    | Atleta                 | Nazione       | Tempo    | Note                                     |
| ------- | ---------------------- | ------------- | -------- | ---------------------------------------- |
| Oro     | Antigónī Ntrismpiōtī   | Grecia        | 2h47'00" |                                          |
| Argento | Raquel González        | Spagna        | 2h49'10" |                                          |
| Bronzo  | Viktória Madarász      | Ungheria      | 2h49'58" | Miglior prestazione personale            |
| 4       | Federica Curiazzi      | Italia        | 2h52'06" | Miglior prestazione personale            |
| 5       | Olga Niedziałek        | Polonia       | 2h53'12" |                                          |
| 6       | Lidia Barcella         | Italia        | 2h55'04" | ~, >,                                    |
| 7       | Mar Juárez             | Spagna        | 2h55'27" |                                          |
| 8       | Inna Loseva            | Ucraina       | 2h57'55" | ~,                                       |
| 9       | Inês Henriques         | Portogallo    | 2h58'34" |                                          |
| 10      | Elisa Neuvonen         | Finlandia     | 2h59'00" |                                          |
| 11      | Bethan Davies          | Gran Bretagna | 2h59'38" |                                          |
| 12      | Tereza Ďurdiaková      | Rep. Ceca     | 3h01'19" | ~,                                       |
| 13      | Rita Récsei            | Ungheria      | 3h04'49" |                                          |
| 14      | Ema Hačundová          | Slovacchia    | 3h06'13" | Miglior prestazione personale            |
| 15      | Antia Chamosa          | Spagna        | 3h06'37" |                                          |
| 16      | Efstathia Kourkoutsaki | Grecia        | 3h07'42" |                                          |
| 17      | Katrin Schusters       | Germania      | 3h18'38" | >, >                                     |
| 18      | Tamara Havrylyuk       | Ucraina       | 3h21'01" | Miglior prestazione personale stagionale |
| -       | Mihaela Acatrinei      | Romania       | dnf      |                                          |
| -       | Kiriaki Filtisakou     | Grecia        | dnf      |                                          |
| -       | Vitória Oliveira       | Grecia        | dnf      |                                          |
| -       | Ana Veronica Rodean    | Romania       | dnf      |                                          |

Legenda:
- Pos. = posizione
- NF = prova non completata (Non Finita)
- = record personale
- = miglior prestazione personale stagionale
- > = ammonizione per sbloccaggio
- ~ = ammonizione per sospensione